# Express fűz
Az Express fűz (Salix alba 'Corvinus' vagy Salix alba 'Express') egy állami, valamint EU-s szinten bejelentett és elismert, intenzív növekedésű, nem transzgénikus (GMO-mentes) fajta, amely Magyarországon, az őshonos fehér fűzből (Salix alba) lett szelektálva.

## Eredete
A nemesítés 2004-2005 folyamán kezdődött Magyarországon, amikor fehér fűz állományokban ígéretes növekedésű egyedek lettek kiválasztva. Az egyedszelekció során kiválogatott fajtajelöltek felszaporításával és növekedési kísérletek értékelésével történt meg a fajta kiválasztása. A fajta először 'Express' néven került bejelentésre 2007-ben.

## Jellemzői
Kétlaki, nőivarú klón. Nagyon korán fakad és viszonylag későn hullatja a lombját, így a hosszú vegetációs periódus alatt igen magas biomassza produktumra képes. Széles termőhelyi toleranciájának köszönhetően sok helyen alkalmazható. A fehér fűz számára már határ-termőhelynek számító nyárfa termőhelyeken is kiváló növekedést mutat. A hatósági vizsgálatok alapján szárazanyagtömege 16-92%-kal meghaladja a kontrollfajtáét, a hazai és külföldi fűz klónoknál lényegesen nagyobb produktumot hoz.

## Termesztése és hasznosítása
Az 'Express' fűz elsősorban intenzív energetikai célú, illetve ültetvényes fatermesztésre alkalmas klón. Jellemzően 1-3 vagy 5-10 éves vágásfordulóval termesztik sarjaztatásos vagy hagyományos, tág hálózatú ültetvényként.

## Egészségi állapot
Számottevő károsításokról nem tudunk, növényvédelmi beavatkozások az eddigi tapasztalatok alapján nem szükségesek.

## Tüzeléstechnikai adatok
Minden fa égéshője, így a ’Corvinus - Express’ fűzé is élőnedves állapotban kb. 13-14 MJ/kg - 50% körüli nedvességtartalom mellett. Abszolút szárazanyagra számítva ez az érték 17-19 MJ/kg. Az egyes fafajok és fajták között az eltérés max. 5%. A 'Corvinus - Express' fűz égéstechnikai vizsgálatát a Nyugat-magyarországi Egyetem Erdőmérnöki Karán végezték és az eredmény 17,85 - 18,04 MJ/kg érték között volt. A ’Corvinus - Express’ fűz mellett szól az jellemzője is, hogy a bokorfüzekhez képest nagyobb a fa/kéreg aránya, a fa javára.

## Fajtaoltalom
A 'Corvinus - Express' fűz fajtaoltalom alatt áll. Jogtulajdonosa a Silvanus Csoport Kft. Szaporítóanyagát a Silvanus Csoport Kft. regisztrált üzemi törzsültetvénye szolgáltatja és engedély nélkül nem szaporíthatja, vagy értékesítheti más.
CPVO száma: Nr 31626

Szabadalmi lajstromszáma: F0600040 (Szellemi Tulajdon Nemzeti Hivatala)

### Videók
- https://www.youtube.com/watch?v=pfvKHLfQZwY
- https://www.youtube.com/watch?v=-8Qs89D79e4
- https://www.youtube.com/watch?v=6cUmdQcoQBg